# Pachycephala homeyeri
A Pachycephala homeyeri a madarak osztályának verébalakúak (Passeriformes) rendjébe és a légyvadászfélék (Pachycephalidae) családjába tartozó faj.

## Rendszerezése
A fajt Wilhelm Blasius német ornitológus írta le 1890-ben, a Hyloterpe nembe Hyloterpe Homeyeri néven.

## Alfajai
- Pachycephala homeyeri homeyeri (W. Blasius, 1890) - a Fülöp-szigetel déli és délnyugati része, valamint Sipadan és Pandanan szigetek (Sabah keleti része, Malajzia)
- Pachycephala homeyeri major (Bourns & Worcester, 1894) - Cebu
- Pachycephala homeyeri winchelli (Bourns & Worcester, 1894) - a Fülöp-szigetek középső része. Eredetileg különálló fajként írták le.[2]

## Előfordulása
Délkelet-Ázsiában, a Fülöp-szigetek és Malajzia területén honos. Természetes élőhelyei a szubtrópusi és trópusi síkvidéki és hegyi esőerdők. Állandó, nem vonuló faj.

## Megjelenése
Testhossza 14-15 centiméter.

## Életmódja
Rovarokkal táplálkozik.

## Természetvédelmi helyzete
Az elterjedési területe nagyon nagy, egyedszáma pedig stabil. A Természetvédelmi Világszövetség Vörös listáján nem fenyegetett fajként szerepel.